# Pecos Bill (film)
Pecos Bill är en amerikansk animerad kortfilm från 1954. Filmen är ursprungligen en del av långfilmen Jag spelar för dig från 1948.

## Handling
Roy Rogers, tillsammans med Bob Nolan, berättar för två barn historien om cowboyen Pecos Bill och hans häst Widowmaker. Under berättelsens gång träffar Bill den vackra Sue.

## Om filmen
Huvudhjälten i filmen är animerad av Ward Kimball och Milt Kahl, och är ursprungligen baserad på en bokfigur med samma namn av Edward O'Reilly.
I filmen förekommer en scen där Pecos Bill röker, som i senare sammanhang kom att klippas bort. När filmen gavs ut på VHS 1998 i USA som innehåll av Jag spelar för dig var scenen kraftigt omredigerad.

## Rollista
- Roy Rogers – sig själv
- Bob Nolan – sig själv
- Bobby Driscoll – sig själv
- Luana Patten – sig själv[2]